# Ałła Ioszpe

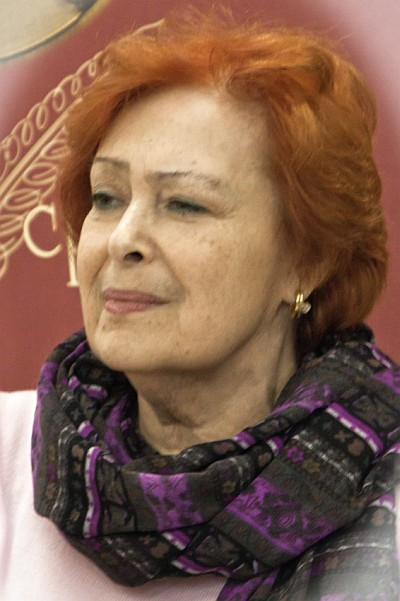
Ałła Ioszpe

Ałła Jakowlewna Ioszpe (ros. Алла Яковлевна Иошпе; ur. 13 czerwca 1937 na Ukrainie, zm. 30 stycznia 2021 w Moskwie) – radziecka i rosyjska artystka estradowa, piosenkarka; Zasłużony Artysta Uzbeckiej SRR, Zasłużony Artysta Federacji Rosyjskiej (1995), Ludowy Artysta Federacji Rosyjskiej (2002).
Pochowana na Cmentarzu Wostriakowskim w Moskwie.